# Peter Friedrich von Willemoes-Suhm
Peter Friedrich (von) Willemoes-Suhm (født 3. september 1816 i Odense, død 19. december 1891 i Segeberg) var en dansk, senere preussisk embedsmand, far til Rudolf von Willemoes-Suhm.
Han var søn af Martin Willemoes-Suhm og Petra Friderica Christiane Suhm og studerede jura ved universitetet i Kiel og universitetet i Göttingen. I 1840 blev han medlem af Corps Bremensia Göttingen og Corps Holsatia Kiel. Dernæst fik han embede ved retterne i Itzehoe og Glückstadt og var 1847-48 volontør i Udenrigsministeriet i København. I 1849 blev han bypræsident i Glückstadt og var desuden borgmester i samme by fra 1850 til 1852. I dette år blev Willemoes-Suhm politimester i Wandsbek og blev i 1862 politimester i Altona. Han var kongetro, og under den 2. Slesvigske Krig blev han i december 1863 med vold fjernet fra sit embede. Willemoes-Suhm var i forvejen kammerjunker, og i 1865 udnævnte kong Christian IX ham til dansk kammerherre.
I 1866 blev Willemoes-Suhm preussisk amtmand over Rendsborg Amt, og ved indlemmelsen i Preussen blev han i 1867 landråd over kredsen Rendsborg. I 1877 blev han i stedet landråd i kredsen Segeberg og døde i dette embede 1891.
Han ægtede 21. oktober 1846 i Itzehoe Mathilde Ida Albertine von Qualen (6. december 1824 i Eutin - 11. januar 1907 i Itzehoe), datter af kammerherre Rudolph Anton Ludvig von Qualen og Caroline Sophie Erentia født komtesse Ahlefeldt.